# La torta in cielo (film)
La torta in cielo è un film del 1970 di Lino Del Fra, ispirato alla fiaba omonima di Gianni Rodari.

## Trama
Nel cielo della periferia di Roma appare una misteriosa e colossale torta volante: un gruppo di figli di abitanti della borgata vi si avvicina e, golosi come sono i bambini, ne porta via pezzi di cioccolato e altri frammenti. L'apparizione del bizzarro oggetto volante mette sul chi vive autorità civili, militari e suscita persino la preoccupazione di un'avida magnate dei dolciumi, che teme la concorrenza degli UFO. Dopo aver tentato di spaventare la popolazione con la falsa notizia che la torta sia avvelenata essa viene smentita in diretta televisiva dai bambini, che fuggono al controllo delle autorità e raggiungono nuovamente la torta, riapparsa e atterrata sulla cima del Monte Chicco.
Lì scoprono che la torta è abitata da un giovane capellone, figlio riottoso di un magnate degli armamenti che, durante il ricevimento dato dal padre per la presentazione di una superbomba ebbe l'idea di riempirla con alcuni pasticcini. Il macchinario si mise in funzione e, anziché moltiplicare la potenza esplosiva del suo carico, creò la torta volante, su cui poi il giovane decise di decollare per portare al mondo un messaggio di pace e tolleranza. Alla fine il ragazzo e i suoi piccoli amici riescono a respingere l'assalto dei militari e degli industriali.